# Tyler Bunz
Tyler Bunz, född 11 februari 1992, är en kanadensisk professionell ishockeymålvakt som tillhör NHL-organisationen Edmonton Oilers och spelar för deras primära samarbetspartner Oklahoma City Barons i American Hockey League (AHL). Han har tidigare spelat på lägre nivåer för Stockton Thunder, Bakersfield Condors och Wichita Thunder i ECHL och Medicine Hat Tigers i Western Hockey League (WHL).
Bunz draftades i femte rundan i 2010 års draft av Edmonton Oilers som 121:a spelare totalt.

## Statistik
M = Matcher, V = Vinster, F = Förluster, O = Oavgjorda, ÖF = Förluster på övertid eller straffar, MIN = Spelade minuter, IM = Insläppta Mål, N = Hållit nollan, GIM = Genomsnitt insläppta mål per match, R% = Räddningsprocent

### Grundserie
| Källa: Uppdaterad: 2015-04-03 | Källa: Uppdaterad: 2015-04-03 | Källa: Uppdaterad: 2015-04-03 | Källa: Uppdaterad: 2015-04-03 | Källa: Uppdaterad: 2015-04-03 | Källa: Uppdaterad: 2015-04-03 | Källa: Uppdaterad: 2015-04-03 | Källa: Uppdaterad: 2015-04-03 | Källa: Uppdaterad: 2015-04-03 | Källa: Uppdaterad: 2015-04-03 | Källa: Uppdaterad: 2015-04-03 | Källa: Uppdaterad: 2015-04-03 | Källa: Uppdaterad: 2015-04-03 |  |
| Säsong                        | Lag                           | Liga                          | M                             | V                             | F                             | O                             | ÖF                            | MIN                           | IM                            | N                             | GIM                           | R%                            |  |
| ----------------------------- | ----------------------------- | ----------------------------- | ----------------------------- | ----------------------------- | ----------------------------- | ----------------------------- | ----------------------------- | ----------------------------- | ----------------------------- | ----------------------------- | ----------------------------- | ----------------------------- |  |
| 2007–2008                     | St. Albert Sports Raiders     | AMHL                          | 24                            | 11                            | 9                             | 4                             | —                             | 1503                          | 80                            | —                             | 3.19                          | —                             |  |
|                               | Medicine Hat Tigers           | WHL                           | 1                             | 1                             | 0                             | 0                             | —                             | 60                            | 3                             | 0                             | 3.00                          | .880                          |  |
| 2008–2009                     | Medicine Hat Tigers           | WHL                           | 22                            | 9                             | 6                             | 1                             | —                             | 1007                          | 58                            | 0                             | 3.46                          | .886                          |  |
| 2009–2010                     | Medicine Hat Tigers           | WHL                           | 57                            | 31                            | 19                            | 5                             | —                             | 3214                          | 156                           |                               | 2.91                          | .898                          |  |
| 2010–2011                     | Medicine Hat Tigers           | WHL                           | 56                            | 35                            | 13                            | 8                             | —                             | 3350                          | 138                           | 3                             | 2.47                          | .919                          |  |
| 2011–2012                     | Medicine Hat Tigers           | WHL                           | 61                            | 39                            | 17                            |                               | —                             | 3616                          | 155                           | 3                             | 2.57                          | .921                          |  |
| 2012–2013                     | Stockton Thunder              | ECHL                          | 37                            | 16                            | 16                            | 4                             | —                             | 2130                          | 119                           | 1                             | 3.35                          | .886                          |  |
|                               | Oklahoma City Barons          | AHL                           | 1                             | 0                             | 0                             | 0                             | —                             | 28                            | 5                             | 0                             | 10.56                         | .667                          |  |
| 2013–2014                     | Bakersfield Condors           | ECHL                          | 13                            | 5                             | 2                             | 3                             | —                             | 660                           | 28                            | 0                             | 2.55                          | .903                          |  |
|                               | Oklahoma City Barons          | AHL                           | 5                             | 2                             | 1                             | 1                             | —                             | 232                           | 14                            | 0                             | 3.63                          | .901                          |  |
| 2014–2015                     | Edmonton Oilers               | NHL                           | 1                             | 0                             | 0                             | —                             | 0                             | 20                            | 3                             | 0                             | 9.00                          | .750                          |  |
|                               | Wichita Thunder               | ECHL                          | 17                            | 6                             | 10                            | 1                             | —                             | 1009                          | 50                            | 2                             | 2.97                          | .890                          |  |
|                               | Oklahoma City Barons          | AHL                           | 2                             | 0                             | 0                             | 0                             | —                             | 60                            | 5                             | 0                             | 5.00                          | .839                          |  |
| NHL totalt                    | NHL totalt                    | NHL totalt                    | 1                             | 0                             | 0                             | —                             | 0                             | 20                            | 3                             | 0                             | 9.00                          | .750                          |  |
| AHL totalt                    | AHL totalt                    | AHL totalt                    | 8                             | 2                             | 1                             | 1                             | —                             | 320                           | 24                            | 0                             | 6.39                          | .802                          |  |
| ECHL totalt                   | ECHL totalt                   | ECHL totalt                   | 67                            | 27                            | 28                            | 8                             | —                             | 3799                          | 197                           |                               | 2.95                          | .893                          |  |
| WHL totalt                    | WHL totalt                    | WHL totalt                    | 197                           | 115                           | 55                            | 19                            | —                             | 11247                         | 510                           | 8                             | 2.88                          | .901                          |  |

### Slutspel
| Säsong      | Lag                       | Liga        | M  | V  | F  | MIN  | IM | N | GIM  | R%   |
| ----------- | ------------------------- | ----------- | -- | -- | -- | ---- | -- | - | ---- | ---- |
| 2007–2008   | St. Albert Sports Raiders | AMHL        | 4  | 2  | 2  | 240  | 16 | 0 | 4.00 | —    |
| 2008–2009   | Medicine Hat Tigers       | WHL         | 2  | 0  | 1  | —    | 6  | 0 | 4.93 | .887 |
| 2009–2010   | Medicine Hat Tigers       | WHL         | 12 | 6  | 5  | 720  | 35 | 0 | 2.92 | .899 |
| 2010–2011   | Medicine Hat Tigers       | WHL         | 10 | 4  | 6  | 566  | 28 | 1 | 2.97 | .912 |
| 2011–2012   | Medicine Hat Tigers       | WHL         | 8  | 4  | 4  | 496  | 23 | 1 | 2.78 | .925 |
| 2012–2013   | Stockton Thunder          | ECHL        | 4  | 1  | 1  | 178  | 9  | 0 | 3.03 | .899 |
| ECHL totalt | ECHL totalt               | ECHL totalt | 4  | 1  | 1  | 178  | 9  | 0 | 3.03 | .899 |
| WHL totalt  | WHL totalt                | WHL totalt  | 32 | 14 | 16 | 1782 | 92 | 2 | 3.40 | .905 |